# Spilomyia interrupta
Spilomyia interrupta är en tvåvingeart som beskrevs av Samuel Wendell Williston  1882. Spilomyia interrupta ingår i släktet trädblomflugor, och familjen blomflugor. Inga underarter finns listade i Catalogue of Life.